# Sportegyesület
A sportegyesület (hagyományos köznyelvi elnevezése sportklub) a sportszervezetek egyike, nevezetesen sporttevékenységre szakosodott egyesület.

## Jogi szabályozása Magyarországon
A sportegyesületek jogállásáról Magyarországon a többször módosított 2004. évi I. törvény (Stv.) 16. §-a rendelkezik.
A sportegyesület a magyar sport hagyományos szervezeti alapegysége, a versenysport, a tehetséggondozás, az utánpótlás-nevelés és a szabadidősport műhelye.
Ezen túlmenően számos további törvény vonatkozik rá, így:
- az egyesülési jogról szóló törvény,
- a közhasznú jogállásról szóló törvény,
- a civil szervezetek működéséről és támogatásáról szóló törvény (Civil törvény), valamint
- a Polgári Törvénykönyv.[2]

## Állami támogatása
Sportegyesület - az állami sportcélú támogatásokról szóló kormányrendeletben meghatározott feltételek teljesülése esetén - közvetlenül is részesíthető állami támogatásban. A sportszakmai szempontból kiemelt, utánpótlás-nevelési, illetve felnőtt korosztályok felkészítését több sportágban egyaránt végző - az állami sportcélú támogatásokról szóló kormányrendeletben meghatározott feltételeknek megfelelő - sportegyesülettel - ideértve az egyesületi jellegű sportiskolát is - kiemelt sportegyesületként (egyesületi jellegű sportiskolaként) a sportpolitikáért felelős miniszter olimpiai, paralimpiai, siketlimpiai ciklusokra szóló megállapodást köthet.

## Jogi személyisége
A sportegyesület jogi személy. A sportegyesület a szakosztályát, illetve más szervezeti egységét alapszabályában foglalt felhatalmazás alapján közgyűlési határozattal jogi személlyé nyilváníthatja.
A jogi személlyé nyilvánított szakosztály, illetve más szervezeti egység a jogi személyiségét a bírósági nyilvántartásba történő bejegyzéssel szerzi meg; nevét, székhelyét, képviselőjének nevét és lakóhelyét a bíróság külön alszámon tartja nyilván.